# Julia zebra
Julia zebra is een slakkensoort uit de familie van de Juliidae. De wetenschappelijke naam van de soort is voor het eerst geldig gepubliceerd in 1981 door Kawaguchi.